# Dorfkirche Sükow

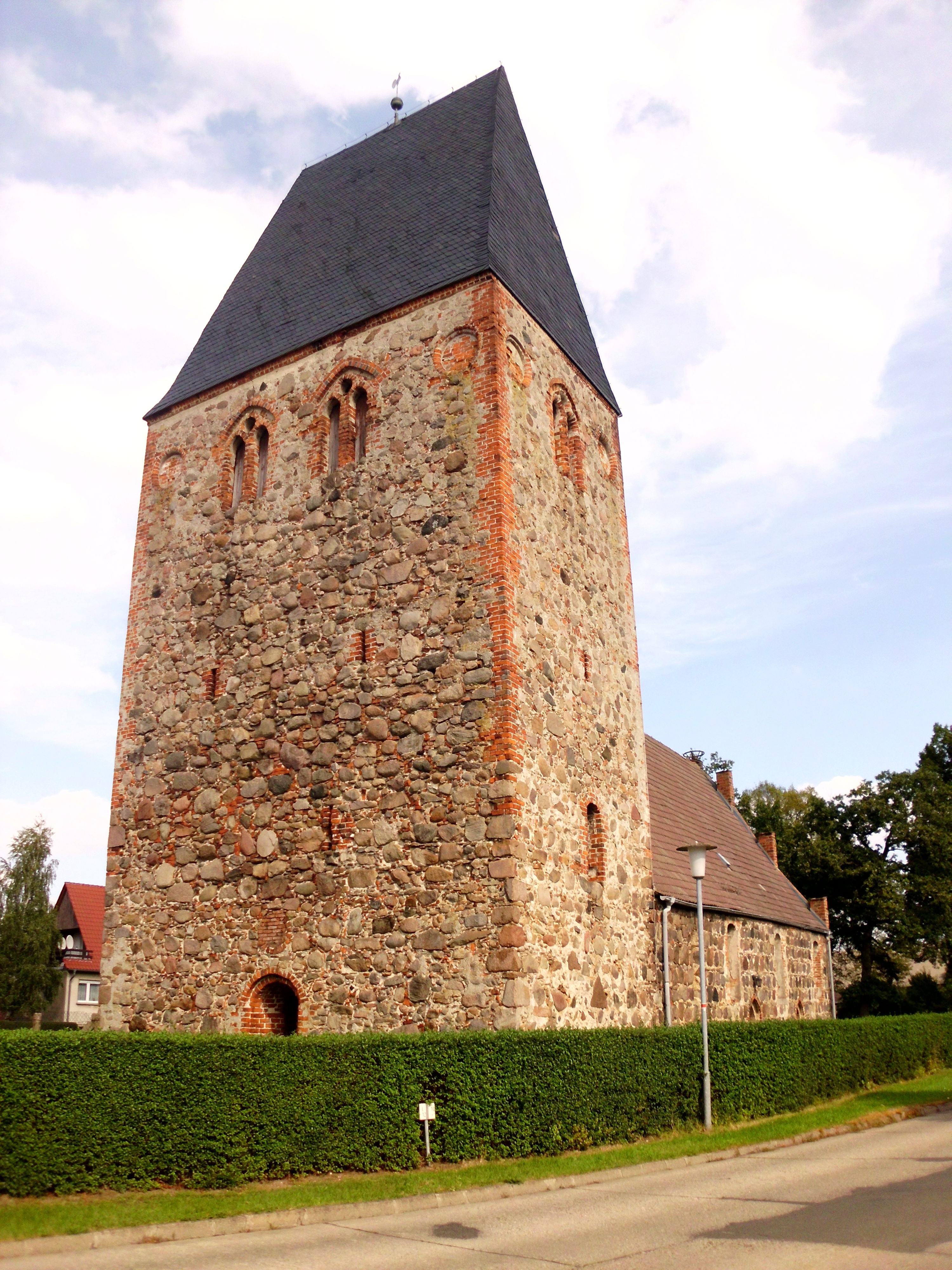
Dorfkirche in Sükow

Die evangelische Dorfkirche Sükow ist eine Saalkirche in Sükow, einem Ortsteil der Stadt Perleberg im brandenburgischen Landkreis Prignitz. Die Kirchengemeinde gehört dem Pfarrsprengel Perleberg im Kirchenkreis Prignitz der Evangelischen Kirche Berlin-Brandenburg-schlesische Oberlausitz an. Das Gebäude steht unter Denkmalschutz.

## Baubeschreibung
Die Kirche steht auf dem Dorfanger von Sükow. Es handelt sich um einen Feldsteinbau mit rechteckigem Grundriss, der vermutlich im 14. Jahrhundert errichtet wurde. An der Südwand befinden sich zwei Portale mit gestuftem Backsteingewände, während sich auf der Nord- und Südseite je eine gotische Lanzette mit Feldsteingewände und in der Ostwand eine Dreifenstergruppe erhalten haben. Die übrigen Fenster wurden korbbogig erweitert. Der Ostgiebel wurde um 1500 nach dem Vorbild der Dorfkirche Dergenthin mit sieben Fialpfeilern aus Backstein erneuert.
Der spätgotische Westquerturm besteht aus Feldsteinmauerwerk mit Backsteinkanten und besitzt im Glockengeschoss gekuppelte Fenster in Spitzbogenblenden sowie seitliche Kreisblenden. Der Abschluss erfolgt mit einem steilen Walmdach. Das Dachwerk datiert auf das Jahr 1546.
Im Inneren der Kirche befindet sich ein prächtiger Kanzelaltar, der 1726 von G. Brüsch geschaffen und von F. Köpp bemalt wurde. Der Kanzelkorb ist zwischen Säulen und Ornamentwangen mit Puttenköpfen verziert und enthält Schnitzfiguren von Christus und den Evangelisten Matthäus und Johannes. Auf dem Gebälk sind Putten zu sehen und unter dem Korb befindet sich ein Gemälde des Abendmahls. Der Schalldeckel ist wappenbesetzt.
Die Gestühlswangen stammen von Meister K. Bake und wurden 1562 mit eingetieftem Ornament von einfacher, kräftiger Zeichnung versehen. An der Brüstung der Westempore sind geschnitzte Bauinschriften des 16. und 17. Jahrhunderts zu finden.

## Bischof von Sükow
Zur weiteren Kirchenausstattung gehört eine 96 cm hohe Holzskulptur eines Bischofs, die bislang in das 15. Jahrhundert datiert wurde und weder in den Kirchenvisitationen des 16. Jahrhunderts noch im ersten Kunstdenkmalinventar der Westprignitz von 1909 verzeichnet ist. Eine erste Erwähnung findet sich in der DDR-Denkmalerfassung von 1972. Zu dieser Zeit wurde die Figur im ehemaligen Pfarrhaus von Nebelin aufbewahrt. Zwar fehlen der Figur die Arme und damit die Heiligenattribute, doch weist das Ornat auf den im Mittelalter beliebten Nikolaus von Myra hin. Die Figur wurde vollplastisch aus Eichenholz gefertigt und dürfte damit für eine freie Platzierung im Kirchenraum oder in einem Altarretabel erstellt worden sein. Der Holzkern wurde nicht getrennt und ausgehöhlt, vielmehr wurden die Trockenrisse des frischen Holzes mit Weichholz geschlossen. Durch diese Besonderheit konnte am 11. Januar 2012 mit Hilfe einer am Kreiskrankenhaus Prignitz in Perleberg durchgeführten Computertomografie zerstörungsfrei mehrere Schnittbilder der Figur angefertigt werden. Eine Analyse im Deutschen Archäologischen Institut in Berlin ergab 108 Jahresringe vom Kernholz bis zur Außenkante. Damit konnte das Alter des verwendeten Holzstamms auf die Zeit kurz nach 1399 datiert werden. Das Kunstwerk dürfte demnach um 1410 entstanden sein. Eine weitere Untersuchung ergab, dass heimisches Eichenholz verwendet wurde. Dies deutet darauf hin, dass die Werkstatt in der Region ansässig war. Ein Teil der verloren gegangenen Farbfassung konnte durch einen Restaurator wiederhergestellt werden. Experten vermuten, dass die Figur aus dem Vorgängerbau von St. Jakobi in Perleberg stammt. Die dort befindliche St.-Nikolai-Kirche wurde bei einem Blitzeinschlag im Jahr 1632 erheblich beschädigt und spätestens 1772 abgetragen. Die verbliebene Kirchenausstattung kam vermutlich in umliegende Gotteshäuser. Bislang ist unklar, ob dies auch für die Figur in Sükow gilt.